# Villequier
Villequier – miejscowość i dawna gmina we Francji, w regionie Normandia, w departamencie Sekwana Nadmorska. W 2013 roku jej populacja wynosiła 773 mieszkańców. Przez miejscowość przepływa Sekwana. 
W dniu 1 stycznia 2016 roku z połączenia trzech ówczesnych gmin – Caudebec-en-Caux, Saint-Wandrille-Rançon oraz Villequier – utworzono nową gminę Rives-en-Seine. Siedzibą gminy została miejscowość Caudebec-en-Caux. 